# Giuseppe Millaci
Giuseppe Millaci, né à Caltanissetta le 9 avril 1988, est un contrebassiste, producteur et compositeur de jazz italo-belge. 
Il est le fondateur du label Hypnote Records.

## Biographie

### Formation
À partir de 2007, Giuseppe Millaci étudie la contrebasse jazz au Conservatoire Royal de Bruxelles sous la tutelle du contrebassiste Jean-Louis Rassinfosse puis à Maastricht Academy of Music dans la classe de Philippe Aerts. Il sera diplômé en 2013 avec la mention distinction.
Il perfectionne sa technique auprès de Marco Panascia, Larry Grenadier et Drew Gress.

### Carrière
À partir de 2011, il a intégré différents projets en tant que sideman, aux côtés de nombreux musiciens de toutes générations confondues comme Richard Rousselet, Fabrice Alleman, Jean-François Prins, Godwin Louis ou encore Manu Codjia.
En 2016, il crée son premier projet en tant que leader, le Vogue Trio, avec le pianiste français Amaury Faye et le batteur belge Lionel Beuvens. En juillet il enregistre l'album Songbook sorti l'année suivante sur le label Hypnote Records.
En 2018 avec son trio, Giuseppe Millaci se produit dans plusieurs festivals à travers le monde comme le Festival International de Jazz de Port-au-Prince ou le festival EuroJazz à Mexico et notamment au Japon.  
Son premier album Songbook lui vaudra des distinctions dans diverses revues musicales,,,,,,, ainsi qu’un Octaves de la Musique “PointCulture” décerné en 2018.

## Discographie

### En tant que musicien leader et coleader
| Année | Nom du disque               | Formation                                                        | Maison de disque |
| ----- | --------------------------- | ---------------------------------------------------------------- | ---------------- |
| 2017  | Songbook                    | Giuseppe Millaci & Vogue Trio avec Amaury Faye et Lionel Beuvens | Hypnote Records  |
| 2019  | The Endless Way             | Giuseppe Millaci & Vogue Trio avec Amaury Faye et Lionel Beuvens | Hypnote Records  |
| 2021  | Phases                      | Trio avec Manu Codjia et Lieven Venken                           | Hypnote Records  |
| 2022  | Interaction: Live at Flagey | Giuseppe Millaci & Vogue Trio avec Amaury Faye et Lionel Beuvens | Hypnote Records  |
| 2023  | Double Portrait             | Giuseppe Millaci & Vogue Trio avec Amaury Faye et Lionel Beuvens | Hypnote Records  |

### En tant que producteur
| Année | Nom du disque              | Formation                                 | Maison de disque |
| ----- | -------------------------- | ----------------------------------------- | ---------------- |
| 2019  | Bubbles                    | Lieven Venken, Rene Hart & Anat Fort Trio | Hypnote Records  |
| 2021  | Live In Dinant             | Jazz Station Big Band & Grégoire Maret    | Hypnote Records  |
| 2022  | Amaury Faye X Igor Gehenot | Amaury Faye & Igor Gehenot                | Hypnote Records  |
| 2022  | Space Folklore             | Toni Mora                                 | Hypnote Records  |
| 2022  | 49 Steps to Heaven         | Lionel Beuvens                            | Hypnote Records  |
| 2023  | Arise                      | Amaury Faye                               | Hypnote Records  |
| 2023  | New Lands                  | Armando Luongo                            | Hypnote Records  |
| 2024  | "Logbook" Live at Sounds   | Rosario Giuliani                          | Hypnote Records  |

## Récompenses et distinctions
| Année | Prix                      | Groupe / Album                                              | Résultat                  |
| ----- | ------------------------- | ----------------------------------------------------------- | ------------------------- |
| 2018  | Octaves de la Musique     | Giuseppe Millaci & Vogue Trio / Songbook                    | Lauréat                   |
| 2020  | ABC Radio National        | Giuseppe Millaci & Vogue Trio / The Endless Way             | Album de la semaine       |
| 2021  | Jazz Magazine             | Manu Codjia, Giuseppe Millaci & Lieven Venken / Phases      | Album Choc                |
| 2022  | Jazz News                 | Giuseppe Millaci & Vogue Trio / Interaction: Live at Flagey | Indispensable             |
| 2023  | Jazz Magazine / Jazz News | Giuseppe Millaci & Vogue Trio / Interaction: Live at Flagey | Meilleur album de l'année |
| 2023  | All About Jazz            | Giuseppe Millaci & Vogue Trio / Double Portrait             | Best Album of 2023        |